# Porto di Amburgo
Il porto di Amburgo (in tedesco Hamburger Hafen, pronuncia: [ˈhamˌbʊʁɡɐ ˈhaːfn̩]), sito sul fiume Elba a 110 km dal suo sbocco nel Mare del Nord, è il principale porto della Germania e il terzo porto europeo (dopo Rotterdam e Anversa), oltre che il quindicesimo più grande al mondo. È conosciuto come la "porta del mondo" (Tor zur Welt) tedesca. È anche tra i primi porti al mondo come traffico di container: nel 2006 sono transitati 8,86 milioni di TEUs (ossia gli equivalenti di container standard di venti piedi), mentre nel 2007 e nel 2014 ne sono transitati 9,73 milioni.
Il porto si estende su una superficie di 73,99 chilometri quadrati, dei quali 43,31 sono aree di ormeggio. Le ramificazioni dell'Elba in tale area hanno reso la zona ideale alla realizzazione di un complesso portuale con magazzini e infrastrutture per il trasbordo. Il porto franco (Freihafen Hamburg) fu fondato il 15 ottobre 1888, quando la città di Amburgo entrò a far parte della Zollverein, l'unione doganale tedesca fondata in quell'anno. Ciò consentì l'esenzione dalle tasse doganali nello stoccaggio di merci di importazione, oltre che l'importazione di materiali per la manifattura da processare e imballare nuovamente, per esportarli ulteriormente senza tasse doganali addizionali. Il porto di Amburgo non è più porto franco dal 1º gennaio 2013. Ad oggi, i porti franchi rimasti in attività in Germania sono quelli di Bremerhaven, Cuxhaven e l'isola di Helgoland.

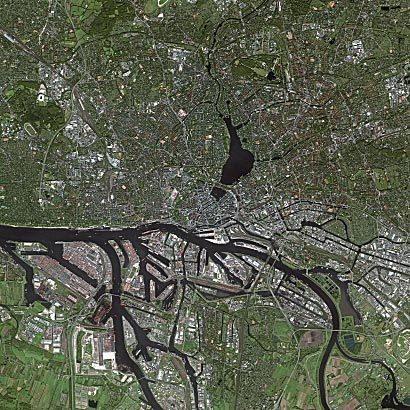
vista dal satellite del porto

## Storia
Il porto è antico quasi quanto la storia della città stessa. Fondato il 7 maggio 1189 da Federico I in una posizione strategica vicino allo sbocco dell'Elba, è stato il porto principale dell'Europa centrale per secoli, ed ha consentito ad Amburgo di diventare ben presto una città trainante nel settore del commercio con una ricca e orgogliosa classe borghese.
Durante il periodo della Lega anseatica (dal XIII al XVI secolo), Amburgo era considerata seconda solo al porto e alla città di Lubecca per quanto riguarda la sua posizione come nodo centrale per i neonati scambi commerciali marittimi. Con la scoperta delle Americhe e la nascita delle emergenti compagnie commerciali transatlantiche, Amburgo superò tutti gli altri porti tedeschi. Durante la seconda metà del XIX secolo, Amburgo divenne il fulcro principale dell'Europa Centrale sia per i passeggeri che dovevano attraversare l'Atlantico, sia per le tratte per il trasporto di merci; inoltre, dal 1871 in poi diventò il porto principale dell'intera Germania per il commercio. A quel tempo, la Hamburg America Line (meglio conosciuta come Hamburg-Amerikanische Packetfahrt-Aktien-Gesellschaft, acronimo HAPAG), fondata ad Amburgo nel 1847, era la maggiore compagnia di spedizioni al mondo, poi fusasi nel 1970 con la grande rivale Norddeutscher Lloyd per formare l'attualmente esistente compagnia crocieristica e di trasporti navali Hapag-Lloyd, tra le più grandi compagnie armatrici al mondo. Dal 1888, invece, la compagnia HADAG gestisce un servizio pianificato di traghetti per collegare diverse parti del porto di Amburgo e del fiume Elba. Il porto franco, fondato in quello stesso anno, permise ai commercianti di spedire e stoccare merci senza dover passare necessariamente per gli oneri doganali, ed inoltre accrebbe la posizione di Amburgo nel commercio marittimo tra i paesi vicini. Il Moldauhafen ("Porto sulla Moldava", sito sempre ad Amburgo) ha una simile disposizione, sebbene sia connesso esclusivamente alla Repubblica Ceca, non in quanto exclave, ma godendo dell'extraterritorialità, dato che tale porto, assieme a quello di Stettino, furono affittati dalla Germania alla Cecoslovacchia in occasione del Trattato di Versailles.
La Speicherstadt, uno dei maggiori simboli architettonici di Amburgo di oggi, è una grande area portuale di circa 350.000 m² costituita da un grande complesso formato originariamente da 17 magazzini, oltre ad ospitare oggi anche musei, uffici, case discografiche, agenzie di spettacoli, oltre che le storiche case dei lavoratori dei pontili. Quest'area è situata sulla riva nord del fiume, lungo i canali vicini al centro, e fu costruita nel decennio 1880-1890 come parte del porto franco, per trattare la grande quantità di merci stoccate nel porto.
I cantieri navali di Amburgo persero le loro flotte due volte dopo la Prima e la Seconda guerra mondiale, durante la quale il porto di Amburgo era il nodo di destinazione della Hamburg America Line che assicurava al regime nazista un collegamento agli Stati Uniti tramite navi container per l'approvvigionamento di petrolio e acciaio, e l'esportazione di manufatti dalla Germania. La linea Hamburg-Amerikanische Packetfahrt-Aktien-Gesellschaft (HAPAG) diede il nome a un omonimo vettore con sede ad Amburgo che gestiva il traffico merci lungo questa direttrice.
Durante la divisione della Germania fra il 1945 e il 1990 il porto perse molto del suo retroterra, e conseguentemente anche molti dei suoi collegamenti commerciali. Ad ogni modo, in seguito alla riunificazione della Germania, alla caduta della Cortina di Ferro, e all'allargamento dell'Unione europea, Amburgo ha ottenuto nuovamente ampio spazio quale uno dei primi centri logistici europei, oltre che come uno dei più grandi e trafficati porti marittimi al mondo.
Nel 2022 il governo tedesco ha permesso alla compagnia di spedizioni statale cinese COSCO Shipping di intraprendere una partecipazione azionaria nella proprietà del porto.

## Accessi
Lo sprofondamento del fiume Elba a causa del passaggio di grosse imbarcazioni ha fatto sorgere controversie per motivi ecologici. In parte per via della cooperazione con la Bassa Sassonia e Brema per costruire un nuovo porto per i container (JadeWeserPort) nelle acque profonde di Jadebusen ("Baia di Jade") a Wilhelmshaven, Amburgo si è ritirata dalla realizzazione di questo piano in seguito ad un cambio di governo nel 2001.

## Autorità portuale di Amburgo
Il porto è amministrato dall'Autorità Portuale di Amburgo ("Hamburg Port Authority", HPA), che viene descritta per avere introdotto un approccio innovativo, sostenibile, attento all'efficienza, e resource-friendly. A novembre 2016 l'Autorità ha ordinato una moderna imbarcazione antincendio per la cifra di 16 milioni di euro.

## Crociere
Amburgo è una delle maggiori mete per le crociere, oltre che uno dei principali e più grandi porti di scalo d'Europa per i passeggeri di crociere attraverso l'Atlantico, per il mar Baltico e per il Mar di Norvegia. Il porto è anche uno dei maggiori centri per i costruttori di navi e i cantieri navali, oltre che per la progettazione e il ricondizionamento di yachts e navi da crociera. Amburgo ha tre terminal passeggeri per navi da crociera: l'Hamburg Cruise Center HafenCity, l'Hamburg Cruise Center Altona e l'Hamburg Cruise Center Steinwerder, tutti e tre in grado di servire le più grandi navi da crociera al mondo.

## Cultura
Il porto di Amburgo è anche una delle più grandi attrazioni, sia per la vita, sia come centro industriale e logistico, ma anche come sfondo per la cultura moderna e per la storia del porto stesso. Tra queste attrazioni troviamo svariate navi-museo, teatri musicali, bar, ristoranti, hotel, e persino una chiesa galleggiante realizzata su una barca.
L'annuale celebrazione del compleanno del porto (Hafengeburtstag) si tiene durante il primo weekend di maggio, ed è uno dei maggiori eventi pubblici di Amburgo. Visitatori nazionali ed internazionali vi si recano per vivere la festività. I rimorchiatori mettono in scena dei "balletti", vecchi galeoni e nuove navi da crociera sono aperte per visite, e la notte vengono esplosi fuochi d'artificio.
Le guide turistiche che operano sulle imbarcazioni per visite turistiche sono chiamate he lüchts (in basso sassone, che significa "lui sta mentendo"), per via di un richiamo eseguito spesso nei confronti dei lavoratori portuali quando ascoltavano di sfuggita le storie raccontate ai turisti.